# Plößberg in Oberfranken
Plößberg in Oberfranken (amtlich Plößberg i. OFr.)  ist ein Gemeindeteil der Großen Kreisstadt Selb im Landkreis Wunsiedel im Fichtelgebirge (Oberfranken, Bayern).

## Lage
Das Dorf liegt im Tal der Eger. Nicht zu verwechseln mit dem benachbarten Gemeindeteil Selb-Plößberg, liegt Plößberg in Oberfranken ebenso wie sein benachbarter Gemeindeteil Selb-Plößberg im nordwestlichen Gebiet der Stadt Selb. Westlich verläuft die A 93. Die deutsch-tschechische Grenze verläuft in Luftlinie etwa fünf Kilometer östlich.